# Paramodulace
Paramodulace je technika používaná v automatickém dokazování tvrzení. Pokud
{\displaystyle A=B,C=D}
a C se unifikuje s podtermem A na pozici p, tj. existuje substituce {\displaystyle \sigma } taková, že
{\displaystyle \sigma A_{p}=\sigma C}
potom platí 
{\displaystyle \sigma A[D]_{p}=\sigma B}
Ve spojení s principem rezoluce je tak možné hledat důkazy tvrzení v predikátové logice s rovností.